# 富江
《富江》是日本恐怖漫畫家伊藤潤二創作的系列漫畫及該系列的同名主角。該系列於1987年開始在少女恐怖漫畫雜誌《Halloween》以及《Nemuki》刊行，並讓伊藤潤二贏得了楳圖賞。之後改編為系列電影、電視劇、動畫作品。

## 故事簡介
川上富江，美麗的外表有一股魔力，會讓男人陷入瘋狂迷戀。男人為了親近富江，會不擇手段討好其驕縱殘忍的個性。而在與富江交往後又會因強烈的忌妒、恨意與莫名的殺意殘殺富江，把富江肢解。但富江事實上是不死的妖怪，一塊屍塊、一處血跡甚至少數細胞都可以再生成一個富江。富江之间也会互相残杀，數量不明的富江以殘害男女為樂已有上百年的歷史。富江對女人也帶來各種威脅，為富江瘋狂的男人會傷害其他人，甚至富江的細胞也會侵蝕其他女子使之变成富江。在續作之中，也有女保姆為嬰兒富江瘋狂的情節。

## 人物
- 富江的全名為川上富江（羅馬音：Kawakami Tomie ）。
- 膚色白，身材瘦削。（此亦為大部分角色之特徵）。
- 左眼下方有一顆痣。
- 家世不明（有幾次是以養女的身分出現）。
- 外表年齡大約是高中生左右。
- 個性非常驕縱自大、小氣、虛榮，自視如女王一般。
- 不會愛上任何人，只會用謊言去欺騙對方感情。
- 翻臉時說話非常惡毒刻薄。

- 富江之間擁有彼此的記憶，但彼此無法忍受對方，會不停叫自己的擁護者去刺殺對方，直到其它富江被殺害。
- 細胞具有極強的增生能力，身體分離後能自行發展成獨立的個體。
- 細胞具有極強的侵蝕能力，器官移植、輸血都能取代本人而富江化。

- 除身體外，頭髮或指甲離開身體也會繼續增生，甚至可以控制別人（有一篇故事僅一束頭髮從一小盒增生變一大箱，黏到頭皮上可以和富江對話，但頭髮只會往身體裡生長）。
- 其再生能力足以抵抗強酸和珈瑪射線，殺掉並阻止她再生的唯一方法似乎是用火燒。
- 害怕或憤怒時會自行分裂。
- 喜欢吃魚子酱（有時不想吃，或是喜歡吃最高級的食物）。
- 有使人一見鍾情，到瘋狂佔有、最後想殺害她的恐怖魔力（不管男女老幼）。
- 照相、敏銳的繪畫，可以映照出可怕的另一面（不是每個人都可以照得到他真面目）。
- 喜歡搶奪別人喜歡的男人、女人，或任何事物。
- 富江睡覺時，眼睛是翻白眼狀態（漫畫中可以確認）。

## 出版書籍
《富江》是伊藤潤二的第一部作品，《富江》於1986年拿到恐怖漫畫獎項「楳图赏」佳作，於1987年刊載於《Halloween》，這是伊藤潤二的成名之作。此後伊藤潤二又創作了《富江 森田病院篇》、《富江 PART 2》。
- 伊藤潤二恐怖漫畫精選
  - 第1卷 富江 （1998年9月）
  - 第2卷 富江 PART 2 （1999年4月）

- 富江 (全) The complete comics of Tomie /台灣未代理，即將靈少女版的收錄在一起。
  - 舊版：2000年2月1日發售、ISBN 4-25-790396-1
  - 新版：2007年11月26日發售、ISBN 978-4-02-213020-4

- 富江 Again -富江 PART 3-

| 冊數 | 朝日新聞     | 朝日新聞           | 東立出版社    | 東立出版社         |
| 冊數 | 發售日       | ISBN               | 發售日        | ISBN               |
| ---- | ------------ | ------------------ | ------------- | ------------------ |
| 全   | 2001年3月1日 | ISBN 4-25-790430-5 | 2003年1月30日 | ISBN 986-11-1492-0 |
新版：2007年11月19日發售、ISBN 978-4-02-213021-1
- 伊藤潤二恐怖博物館
  - 第1卷 富江 1（2002年5月）
  - 第2卷 富江 2（2002年5月）

- 伊藤潤二愛藏版
  - 第1卷 富江 上（2011年1月20日）
  - 第2卷 富江 下（2011年1月20日）

- 廉價版
  - 富江 上卷（2015年9月25日發售、ISBN 978-4-02-275349-6）
  - 富江 下卷（2015年9月25日發售、ISBN 978-4-02-275350-2）

## 電影
- 富江 (1999年3月6日)（台譯：《高校惡靈-富江》）（愛攝影的月子失憶後又遇到富江）
  - 導演：及川中（日语：及川中），由菅野美穗飾演富江。
- 富江 Another Face (1999年12月16日)（台譯：《富江：復活密碼》）（電視劇，三篇故事）
  - 導演：猪股敏郎（日语：イノマタトシ），由永井流奈（日语：永井流奈）飾演富江。
- 富江 replay (2000年2月11日)（台譯：《富江：午夜凶靈》）（富江在森田醫院的故事）
  - 導演：光石冨士朗（日语：光石冨士朗），由寶生舞飾演富江。
- 富江 re-birth (2001年3月24日)（台譯：《富江：怨念再生》）（愛繪畫的英雄遇到富江）
  - 導演：清水崇，由酒井美紀飾演富江。
- 富江 最終章 -禁断の果実- (2002年6月29日)（台譯：《富江：禁忌之戀》）（在鄉下高中的普通富江：橋本登美惠（由宮崎葵飾演）遇到妖怪富江）
  - 導演：中原俊（日语：中原俊），由安藤希飾演富江。
- 富江 BEGINNING (2005年4月9日)（台譯：《富江：惡夢再臨》）（富江在愛攝影的玲子的高中故事）
  - 導演：及川中，由松本莉緒（日语：松本莉緒）飾演富江。
- 富江 REVENGE (2005年4月16日)（台譯：《富江：終極復仇》）（山上女醫生開車撞到裸體富江，捲入診所與登山學生的懸案）
  - 導演：及川中，由伴杏里（日语：伴杏里）、美波飾演富江。
- 富江 vs 富江 (2007年11月17日)（台譯：《雙面魔性女》）（兩位魔性女的廝殺）
  - 導演：久保朝洋（日语：久保朝洋），由阿比留優（日语：あびる優）飾演富江。
- 富江 アンリミテッド (2011年5月14日)（台譯：《富江：陰魂不散》）（重演05年富江 BEGINNING的故事情節）
  - 導演：井口昇（日语：井口昇），由仲村美羽飾演富江。

## 電視劇

### 日本版
- 富江 恐怖の美少女 (1999年12月26日)
  - 導演：猪股敏郎（日语：猪股敏郎），由永井流奈（日语：永井流奈）飾演富江。

## 動畫
- 伊藤潤二驚選集（日语：伊藤潤二「コレクション」，2018年電視動畫）

導演：田頭忍，富江由末柄里惠擔任配音；台灣由魏晶琦配音。

## 軼聞
中華民國海軍富江號巡邏艦艦名出自花蓮縣富源溪，為中華民國海軍此前提出艦名命名選項供公眾投票後所選出的10個艦名之一，但因名稱與「富江」同名，故時常遭調侃具有無限再生能力。

## 外部連結
- 互联网电影数据库（IMDb）上《富江》的资料（英文）